# IC 5357
IC 5357 је елиптична галаксија у сазвјежђу Рибе која се налази на листи објеката дубоког неба у Индекс каталогу.
Деклинација објекта је - 2° 18' 2" а ректасцензија 23h 47m 23,0s. Привидна величина (магнитуда) објекта IC 5357 износи 13,0 а фотографска магнитуда 14,0. IC 5357 је још познат и под ознакама MCG -1-60-33, HCG 97A, Shkh 30, PGC 196632, PGC 72408.